# Todireni (gmina)
Todireni – gmina w Rumunii, w okręgu Botoszany. Obejmuje miejscowości Cernești, Florești, Gârbești, Iurești i Todireni. W 2011 roku liczyła 3323 mieszkańców.